# أسد رستم
أسد جبرائيل رُستُم مجاعص (4 يونيو 1897 - 23 يونيو 1965) ولد في الشوير ودُفن فيها، مؤرخٌ لبناني وأستاذ التاريخ العربي في الجامعة الأمريكية في بيروت، ومن علماء الوثائق، ومن أوائل من كتب في منهجية البحث التاريخية في العصر الحديث، وحسب المصادر فهو أول من حصل على لقب «دكتور في التاريخ» في الوطن العربي من جامعة شيكاغو.

## نبذة

شجرة عائلة آل مجاعص، ويظهر أسد رستم في منتصف الفرع الأيسر.

ولد أسد رستم في قرية  الشوير اللبنانية في الرابع من حزيران سنة 1897م، ونشأ في أسرة مسيحية متدينة، ولما بلغ الخامسة من عمره التحق بالمدرسة الإنجليزية في بلدته - التي كان عمه حنا رستم معلمها الوحيد - ليتعلم القراءة والكتابة وشيئا من الحساب، التحق سنة 1905م بالكلية الشرقية في زحلة، وظل بها عامين، عاد بعدها إلى الشوير والتحق بمدرستها العالية التي كان يديرها طبيب أسكتلندي، وبعد عامين من الدراسة اجتاز أسد رستم امتحانات السنة النهائية بالمدرسة، ونال شهادتها سنة 1911م.
التحق بالجامعة الأمريكية في بيروت سنة 1912م، لينال شهادة البكالوريوس في العلوم سنة 1916م واستكمل دراسته في التاريخ، حتى نال لقب أستاذ في التاريخ سنة 1919م.
وفي سنة 1922م سافر أسد رستم على نفقة بيارد ضودج رئيس الجامعة الأمريكية في بيروت إلى الولايات المتحدة الأمريكية لمزيد من التخصص، وأثناء مروره بباريس درس فن الخط وكيفية معرفة تزوير المخطوطات والإمضاءات الشخصية؛ رغبة منه في إنشاء غرفة للمخطوطات في الجامعة الأمريكية بعد عودته من البعثة. والتحق رستم بجامعة شيكاغو، ودرس التاريخ الشرقي القديم واللغات السامية، كما درس اللاتينية واليونانية، وقضى بها خمسة عشر شهرا نال بعدها درجة الدكتوراة في التاريخ الشرقي، وعاد إلى بيروت سنة 1923م ليدرس التاريخ في كلية الآداب بالجامعة.
وبعد عشرين سنة من الاشتغال بتدريس التاريخ في الجامعة الأمريكية قدّم استقالته وعمل مستشارا للسفارة الأمريكية ببيروت سنة 1943م ثم مستشارا في قيادة الجيش اللبناني.
رجع أسد رستم إلى كتابة التاريخ، وعاد إلى تخصصه القديم في تاريخ الشرق القديم، وكانت البداية كتابه «الروم في سياستهم وحضارتهم ودينهم وثقافتهم وصلاتهم بالعرب»، وصدر في مجلدين سنة (1375هـ = 1955م) وكان يرى أنه لا سبيل إلى فهم تاريخ العرب فهما كاملا إلا بالاطلاع على تاريخ الروم؛ لأن صلاتهم بالعرب ظلت قوية في أيام السلم والحرب.
وكان يرى أنه لا بد من تحكيم قواعد علوم الجرح والتعديل وعلوم الحديث التي وضعها العلماء المسلمون في الروايات التاريخية لكي يتسنى لنا معرفة ما هو صحيح ثابت من الروايات مما ليس بصحيح وثابت.
ثم وضع كتابا في تاريخ الكنيسة الشرقية للروم الأرثوذكس بعنوان «تاريخ كنيسة مدينة أنطاكية العظمى» في ثلاثة أجزاء، ونشره سنة (1378هـ = 1958م) ونال على أثره لقب مؤرخ الكرسي الأنطاكي.
وقد كرمته الدولة قبل وفاته، فنال جائزة رئيس الجمهورية سنة (1384هـ= 1964م) لمجموعة آثاره، ثم لم يلبث أن توفي بعدها في 23 يونيو 1965م عن ثمانية وستين عاماً.

## أعماله
- مصطلح التاريخ

مجموعة الأعمال الكنسية المصغرة، صدرت سنة 2022 عن بطريركية أنطاكية وسائر المشرق في 5 مجلدات ضمت 3 من أعمال رستم

- بشير بين السلطان والعزيز (1804 - 1841)
- عصر أوغسطس قيصر وحلفائه
- مخطوطات البحر الميت وجماعة قمران
- كنيسة مدينة الله أنطاكية العظمى
- آباء الكنيسة
- آباء الكنيسة القرون الثلاثة الأولى
- الروم في سياستهم وحضارتهم ودينهم وثقافتهم وصلاتهم بالعرب
- الروم وصلاتهم بالعرب
- الأصول العربية لتاريخ سورية في عهد علي باشا
- لبنان في عهد المتصرفية
- المخطوطات الملكية المصرية
- لبنان في عهد الأمير فخر الدين المعني الثاني
- حروب إبراهيم باشا المصري في سوريا والأناضول
- لبنان في عهد الأُمراء الشهابيين
- حرب في الكنائس
- عصر أوغسطس قيصر وخلفائه

## مؤلفات عنه
- أسد رستم: الإنسان والمؤرخ، صادر عن المكتبة البولسية سنة 1984م.[7]
- أسد رستم مؤرخ الرسي الإنطاكي: مسيرة عمر، صادر عن بطريركية أنطاكية وسائر المشرق للروم الأرثوذكس سنة 2014.[8]
- أسد رستم: مؤسس علم التاريخ في العالم العربي، صادر عن دار الفارابي ببيروت سنة 2015م.[9]

## التكريم
- أقيمت ندوة تذكارية دراسية حوله في الجامعة الجامعة الأميركية في بيروت في 20 آذار 2010 بحضور وزير الإعلام طارق متري،[10] وصدرت أعمال الندوة مطبوعة لاحقاً سنة 2015م بكتاب عنوانه: أسد رستم، مؤسس علم التاريخ في العالم العربي.[9]
- أقامت مؤسسة شاعر الفيحاء سابا زريق الثقافية ومعهد القديس يوحنا الدمشقي اللاهوتي حفل تكريم له في دير البلمند بطرابلس سنة 2022 بمناسبة طباعة مجموعة من أعماله بحضور ابنه صلاح رستم وابنته لمياء رستم.[11]

## وصلات خارجية
- أسد رستم على موقع أرشيف الشارخ.
- أسد رستم.. القرآن والحديث لفهم التاريخ
- الدكتور أسد رستم مؤرخ الكرسي الإنطاكي، مقالة بقلم جوزيف زيتون
- أسد رستم مؤرخ الكنيسة الأنطاكيّة واستخدامه منهج مصطلح الحديث في بحث التاريخ، مقالة بقلم لمياء رستم.